# Železniční trať Kraljevo – Kosovo Polje

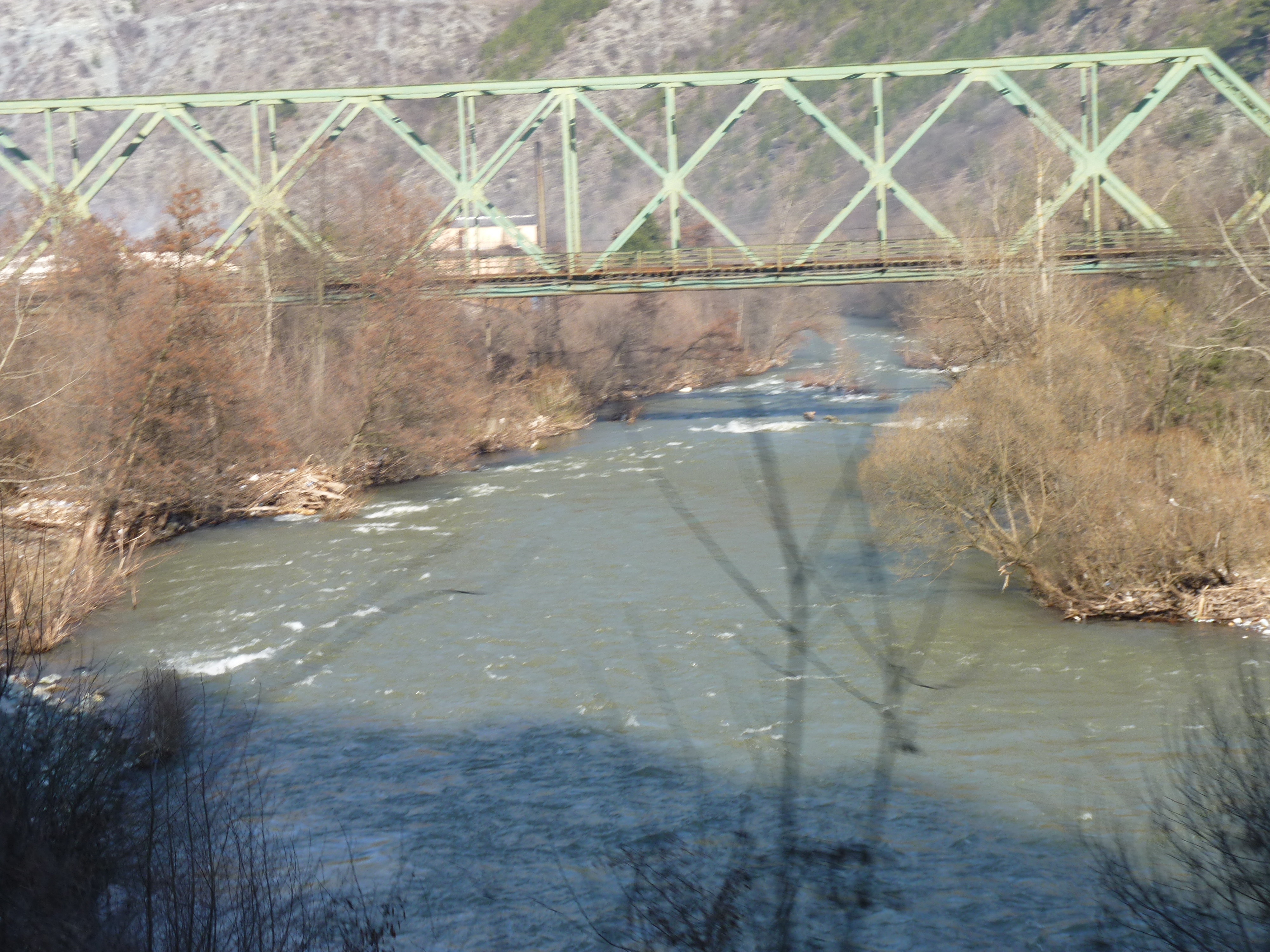
Železniční most přes řeku Ibar.

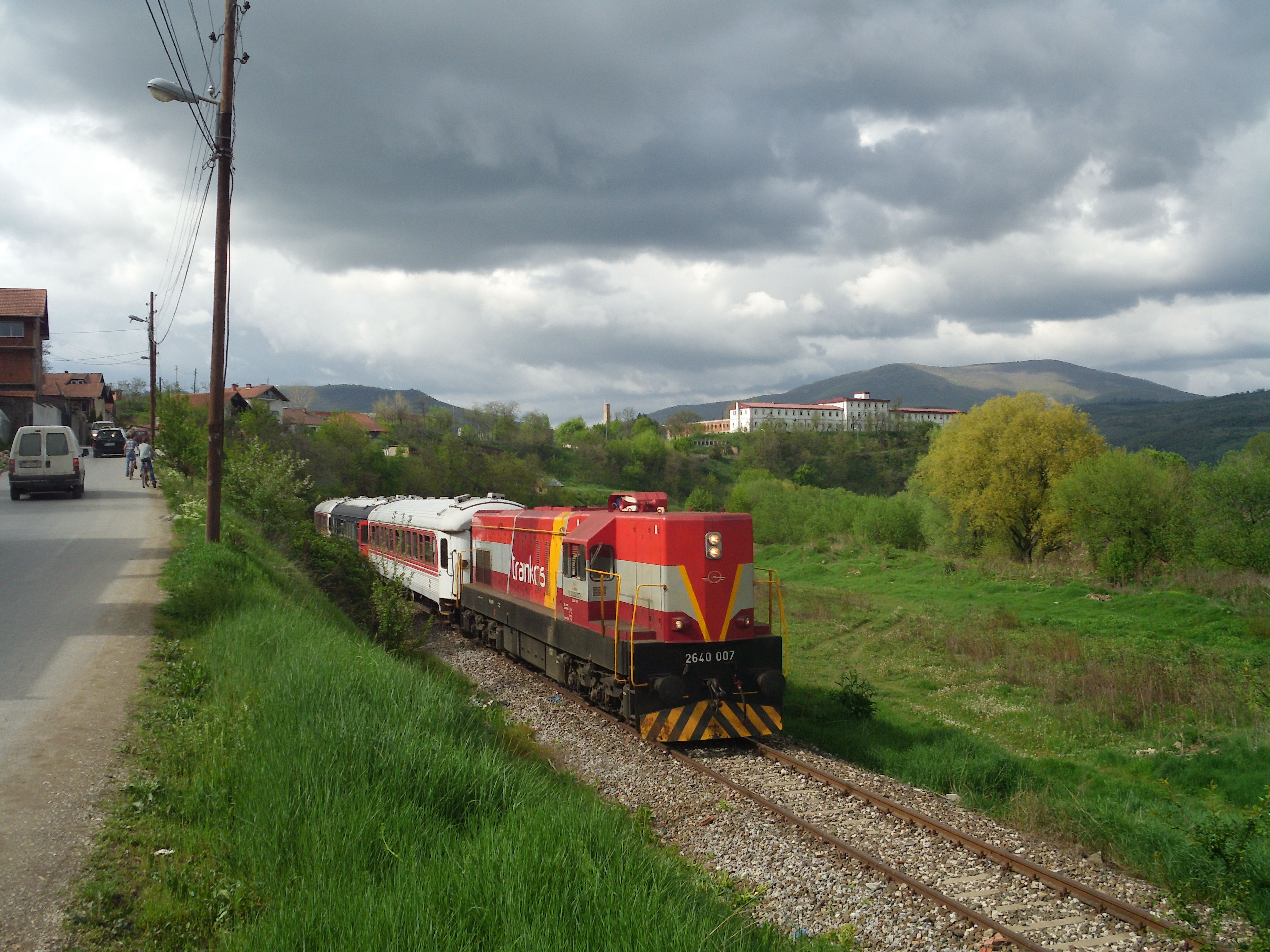
Vlak v Kosovské Mitrovici.

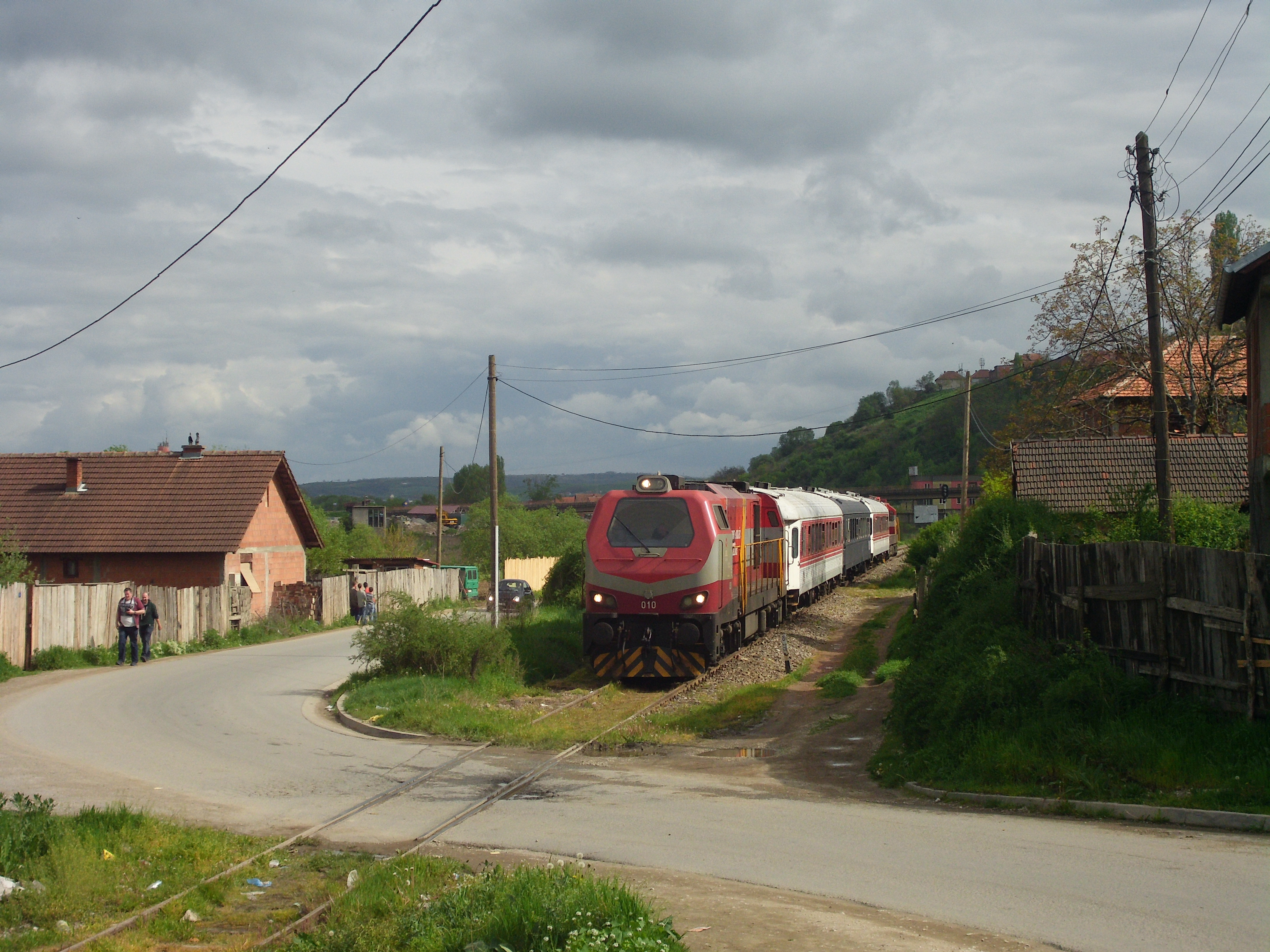
Vlak v Kosovské Mitrovici.

Železniční trať Kraljevo–Kosovo Polje (srbsky Железничка пруга Краљево–Косово Поље/Železnička pruga Kraljevo–Kosovo Polje, albánsky Hekurudha Fushë Kosovë–Kralevë) spojuje Srbsko s Kosovem. Známá je také pod názvem Ibarská dráha (srbsky Ibarska pruga/Ibarska pruga) podle řeky Ibar, jehož údolím ve značné části své délky vede. Trať je v současné době jediná, která technicky zajišťuje železniční spojení centrálního Srbska s Kosovem, vzhledem k tomu, že v blízkosti města Podujevo byl po roce 1999 zničen železniční tunel, spojující Kosovo s územím Srbska. Na trati je provozována osobní doprava pouze na srbské části a na území Kosova pouze do stanice Kosovska Mitrovica. Trať je neelektrifikovaná a jednokolejná.

## Historie
Již za dob existence Osmanské říše byla vybudováno železniční spojení na území Kosova, které bylo vedeno Kačanickou soutěskou (trať. Železniční trať Kosovo Polje–Skopje). Zprovozněna byla v roce 1874 a vedla původně do Kosovské Mitrovice. Po vzniku jugoslávského království však vyvstala potřeba zajištění dopravního spojení do Kosova přímo z Bělehradu. Rovněž vznikla i druhá trať ze Srbska na území dnešní Severní Makedonie. 
Stavební práce na trati probíhaly na přelomu 20. a 30. let 20. století. Náročnost výstavby byla definována především hlubokým údolím řeky Ibar, kudy trať vede z Kraljeva dále na jih až do města Kosovska Mitrovica. Bylo nezbytné vyrazit řadu tunelů a vybudovat nemalý počet mostů přes řeku. Z Kosovské Mitrovice dále na jih až k Prištině již trať vedla rovinatou krajinou v blízkosti řeky Sitnica. Do provozu byla dána trať v roce 1931.
Provoz na trati na území Kosova byl v souvislosti s válkou v Kosovu přerušen, v roce 2008 byl obnoven provoz do stanice Zvečan, po roce 2013 bylo obnoveno spojení do stanice Kosovska Mitrovica. V lednu 2017 měl být na této trase nasazen do provozu osobní vlak 812 ŽS s nápisy „Kosovo je Srbsko“, vlak však vyvolal diplomatický skandál a nakonec na území Kosova nevstoupil.
Výhledově se uvažuje o obnovení spojení po celé délce trasy.

## Stanice
- Kraljevo
- Mataruška Banja
- Progorelica
- Bogutovac
- Dobre Strane
- Polumir
- Pusto Polje
- Ušće
- Lozno
- Biljanovac
- Piskanja
- Brvenik Naselje
- Rvati
- Raška
- Kaznovići
- Rudnica
- Donje Jarinje/Jarinjë e Poshtem
- Lešak/Leshak
- Dren/Dren
- Leposavić/Leposaviq
- Pridvorica/Pridvoricë
- Sočanica/Soqanicë
- Slatina/Sllatinë
- Zvečan/Zveçan
- Kosovska Mitrovica sever/Mitrovice veriore
- Vučitrn/Vushtrri
- Obilić/Obiliq
- Kosovo Polje/Fushë Kosovë